# Impero sovietico

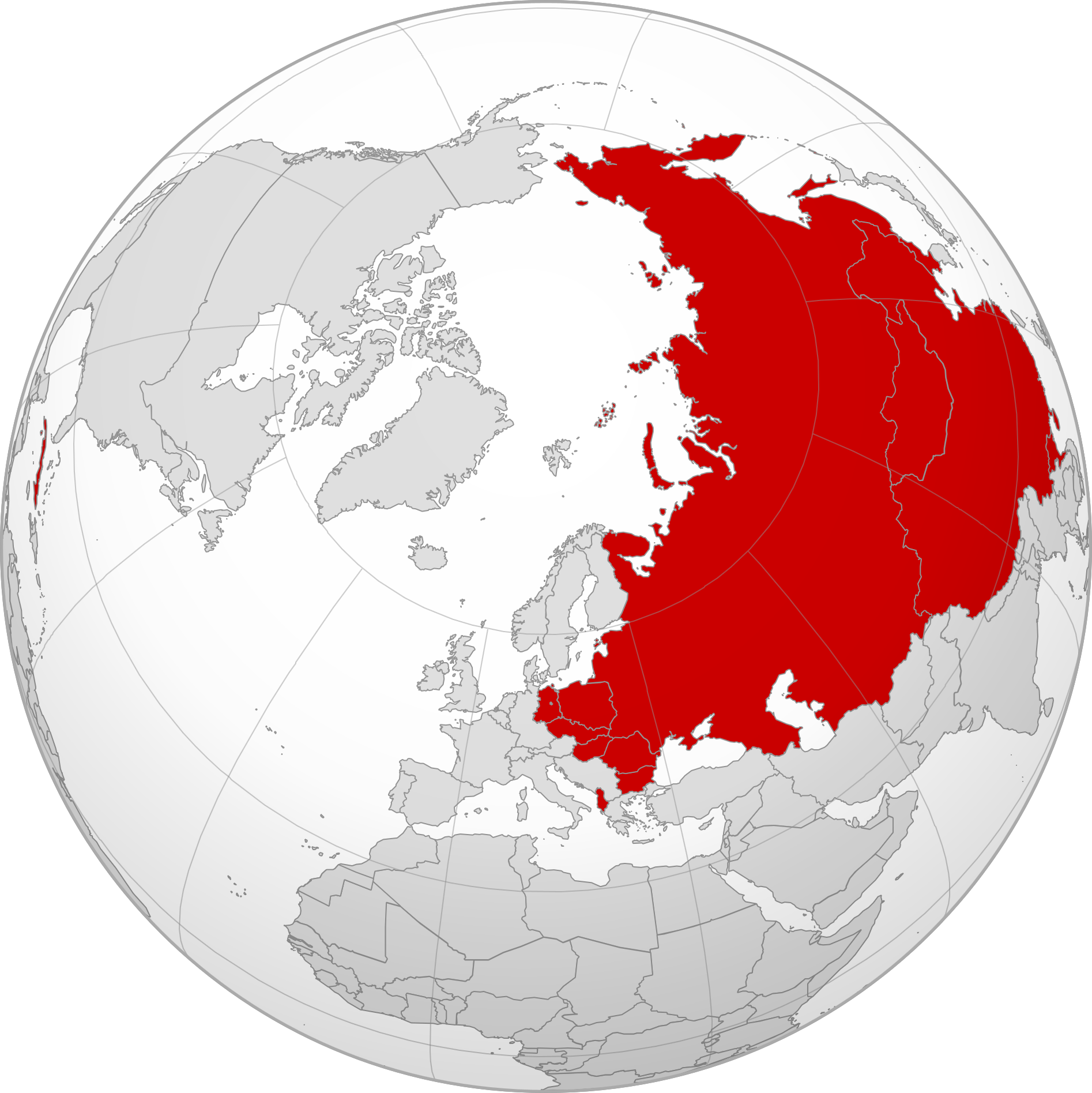
Massima estensione dell'Impero sovietico (1959–1960), il territorio che l'Unione Sovietica ha dominato politicamente, economicamente e militarmente (superficie totale: circa 35000000 km²)

Impero sovietico è un termine politico usato in sovietologia per descrivere le azioni e la natura dell'Unione Sovietica in quanto Stato con un ruolo dominante su altri Paesi.
In senso più ampio, il termine si riferisce alla dimensione geopolitica imperialista attuata dallo Stato sovietico durante la guerra fredda: gli Stati che facevano parte del cosiddetto Impero sovietico erano ufficialmente indipendenti, con governi propri e autonomi, più o meno autoritari, che stabilivano le proprie politiche interne ed estere; tali politiche dovevano comunque rimanere entro certi limiti decisi e imposti dall'Unione Sovietica, pena l'intervento militare delle Forze armate sovietiche, e poi di tutto il Patto di Varsavia, che di fatto avvenne durante i moti operai del 1953 nella Germania Est, durante la rivoluzione ungherese del 1956, durante la Primavera di Praga del 1968, durante la legge marziale in Polonia (1981–1983) e nell'intervento sovietico in Afghanistan (1979–1989). Gli Stati in questo contesto sono spesso chiamati "Stati satellite".
Il termine "Nuovo Impero Russo" è talvolta usato da quando Vladimir Putin è salito al potere in Russia nel 2000 e per descrivere la sua aggressiva e controversa politica estera atta a incrementare l'influenza russa in quanto grande potenza a livello regionale e internazionale.

## Storia e caratteristiche dell'imperialismo sovietico

Bandiera dell'Unione Sovietica.

Sebbene l'Unione Sovietica non fosse governata da un imperatore e si dichiarasse Stato socialista e anti-imperialista, si sostiene che esibisse tendenze comuni agli imperi storici. L'inizio degli studi a tal proposito è tradizionalmente attribuito al libro di Richard Pipes, The Formation of the Soviet Union (1954). Diversi studiosi ritengono che l'Unione Sovietica fosse un'entità ibrida contenente elementi comuni sia agli imperi multinazionali sia agli Stati-nazione. È stato anche affermato che l'Unione Sovietica ha effettivamente praticato il colonialismo allo stesso modo di altre potenze imperiali. I sovietici perseguirono il "colonialismo interno" in Asia centrale, ad esempio in Kirghizistan dove veniva favorita la produzione di grano rispetto all'allevamento di bestiame così da avvantaggiare i coloni slavi rispetto ai Kirghisi, perpetuando le stesse disuguaglianze dell'era coloniale zarista. I maoisti cinesi sostenevano che l'Unione Sovietica fosse diventata essa stessa una potenza imperialista pur mantenendo una facciata socialista, definendolo un "imperialismo sociale". Un'altra dimensione dell'imperialismo sovietico è l'imperialismo culturale. La politica dell'imperialismo culturale sovietico implicava la "sovietizzazione" della cultura e dell'istruzione a scapito delle tradizioni locali. Leonid Brezhnev perseguì una pervasiva politica di russificazione culturale come parte del socialismo reale, forzando ulteriormente la centralizzazione nello Stato. Seweryn Bialer, studioso ed esperto del Partito Comunista dell'Unione Sovietica, ha sostenuto che lo Stato sovietico praticasse il nazionalismo imperiale.

L'Unione Sovietica (in rosso) e gli Stati satelliti del blocco orientale (in rosso chiaro); la Repubblica Socialista Federale di Jugoslavia (in viola), alleata sovietica fino al 1948 e la Repubblica Popolare Socialista d'Albania (in arancione), alleata sovietica fino al 1961

Iosif Stalin ordinò trasferimenti di popolazione nell'Unione Sovietica e la deportazione di persone, spesso interi gruppi etnici, dagli anni 1930 agli anni 1950 con destinazioni in aree remote e sottopopolate. Ciò terminò ufficialmente nell'era di Chruščëv, con molte delle etnie autorizzate a tornare nelle loro zone d'origine nel 1957. Tuttavia, Nikita Chruščëv e Leonid Brežnev rifiutarono il diritto al ritorno per i Tartari di Crimea, i Tedeschi di Russia e i turchi meskheti. Nel 1991 il Soviet Supremo della RSFS Russa dichiarò le deportazioni di massa staliniste come "politiche di diffamazione e genocidio".
La storia delle relazioni tra la RSFS Russa (la repubblica sovietica dominante) e il blocco orientale aiuta a comprendere i sentimenti degli Stati dell'Europa orientale nei confronti dei residui della cultura sovietica, vale a dire l'odio e il desiderio di sradicamento di quest'ultima. La Repubblica Popolare di Polonia e la sovietizzazione degli Stati baltici incarnano il fattuale tentativo sovietico di uniformare le loro culture e i loro sistemi politici tramite, appunto, la "sovietizzazione". Secondo lo studioso Dag Noren, la Russia ha cercato di costituire e rafforzare una "zona cuscinetto", tra sé stessa e l'Europa occidentale, sfruttando gli Stati dell'Europa orientale come scudo per proteggersi da potenziali attacchi futuri. È anche importante ricordare che le 15 repubbliche socialiste dell'URSS hanno pagato un costo in vite umane pari a 26–27 000 000 di morti nel corso della seconda guerra mondiale. L'Unione Sovietica riteneva di dover espandere le proprie influenze, anche tramite interferenze politiche dirette, in modo da stabilire una gerarchia di dipendenza tra gli Stati sottomessi e sé stessa. A tale scopo veniva prospettata l'instaurazione di un clientelismo economico.
Con la Dottrina Brežnev, la politica del "socialismo reale" è stata utilizzata per sancire il socialismo così come applicato in Unione Sovietica come "il più completo" (secondo la dottrina, seppure altri Paesi erano "socialisti", l'URSS era "socialista per davvero") evidenziando il suo ruolo dominante e l'egemonia sugli altri Paesi socialisti. Questa dottrina e l'interventismo di Brežnev, giustificarono l'invasione di altri Paesi socialisti e portarono alla caratterizzazione dell'URSS come impero.
Anche la penetrazione dell'influenza sovietica nei cosiddetti "Stati di tendenza socialista" è stata di tipo politico e ideologico, poiché piuttosto che impadronirsi delle loro ricchezze economiche, l'Unione Sovietica ha pompato in loro enormi quantità di "assistenza internazionale" per assicurarsi tale influenza, anche a scapito della propria economia. L'influenza politica che lo Stato sovietico cercava di perseguire mirava a raggruppare e sottomettere questi Stati alla causa sovietica nel caso di un attacco dagli Stati occidentali e come supporto nel contesto geopolitico della guerra fredda. Dopo la dissoluzione dell'Unione Sovietica, la Russia si è dichiarata come suo ufficiale successore e ha riconosciuto 103 miliardi di dollari di debito estero sovietico e 140 miliardi di dollari di beni sovietici all'estero.
Ciò non significa che l'espansione economica non abbia giocato un ruolo significativo nelle ragioni sovietiche di diffondere la loro influenza nei suddetti territori satelliti. In teoria, questi nuovi territori avrebbero garantito un aumento della ricchezza globale su cui l'Unione Sovietica avrebbe avuto una presa. Seguendo l'ideologia teorica del comunismo, questa espansione avrebbe ipoteticamente contribuito a un reddito pro capite più alto per ogni cittadino sovietico attraverso il processo di ridistribuzione della ricchezza.
I funzionari sovietici della RSFS Russa hanno intrecciato questa opportunità economica con l'immigrazione. In effetti, hanno visto negli Stati dell'Europa orientale il potenziale di una grande forza lavoro offendo loro il benvenuto all'unica condizione di lavorare sodo e raggiungere il successo sociale. Paradossalmente questa ideologia è stata modellata seguendo la politica estera americana del XIX secolo basata sulla meritocrazia.

## Alleati dell'Unione Sovietica

### Patto di Varsavia e blocco orientale

Emblema del Patto di Varsavia.

Questi Stati erano i più stretti alleati dell'Unione Sovietica e i principali costituenti dell'Impero sovietico. Erano membri del Comecon, la comunità economica a guida sovietica fondata nel 1949, così come dell'alleanza militare del Patto di Varsavia. Noti nel loro insieme col nome di "blocco orientale", erano considerati Stati satelliti sovietici. Questi Stati hanno subito l'occupazione delle Forze armate sovietiche, per un certo periodo o per tutta la guerra fredda, e la loro politica economica, estera, interna e militare era dominata dall'Unione Sovietica.

### Stati non marxisti-leninisti alleati dell'Unione Sovietica
Alcuni Stati del Terzo mondo avevano governi filo-sovietici durante la guerra fredda. Noti anche come "Stati di tendenza socialista" nella terminologia politica dell'Unione Sovietica, questi Stati erano contrapposti ai più avanzati "Stati del socialismo reale" che si trovavano principalmente nell'Europa orientale, ma che includevano anche Cuba e Vietnam. Hanno ricevuto aiuti militari ed economici dall'Unione Sovietica e ne sono stati influenzati a vari livelli. Per alcuni di questi, il loro sostegno all'Unione Sovietica alla fine si interruppe per vari motivi e in alcuni casi i governi filo-sovietici persero il potere mentre in altri casi perpetuarono i loro regimi, ma ponendo fine alla loro alleanza con l'Unione Sovietica.

### "Stati neutrali"
La posizione di Stati come la Finlandia era complessa. Nella seconda guerra mondiale, la Finlandia, dopo aver firmato il trattato di Mosca (1940), decise tuttavia di attaccare l'Unione Sovietica, alleandosi con la Germania nazista nel 1941, in quella che in Finlandia è conosciuta come "guerra di continuazione". Alla fine della guerra, la Finlandia continuò a controllare la maggior parte del suo territorio, nonostante avesse perso il conflitto. Lo Stato finlandese aveva un'economia di mercato, proficui rapporti commerciali con gli Stati occidentali e aveva aderito agli accordi di Bretton Woods. Tuttavia, sebbene la Finlandia fosse considerata neutrale, il "trattato finno-sovietico" del 1948 limitava in modo significativo la politica estera finlandese: la Finlandia era di fatto costretta a difendere l'Unione Sovietica dagli attacchi occidentali usando il proprio territorio come "cuscinetto", il che in pratica ha impedito allo Stato di aderire alla NATO e ha effettivamente dato all'Unione Sovietica un veto nella politica estera finlandese. In questo modo l'Unione Sovietica poté assicurarsi di esercitare un potere egemonico "imperiale" anche nei confronti di uno Stato neutrale.
La dottrina Paasikivi-Kekkonen cercò di mantenere relazioni amichevoli con l'Unione Sovietica, sviluppando ampi accordi commerciali bilaterali. In Occidente, questo portò a timori riguardo al processo definito "finlandizzazione", nel caso in cui gli Stati occidentali non avrebbero più sostenuto in modo affidabile gli Stati Uniti d'America e la NATO.

## Alleati della Russia
Dopo la fine della guerra fredda, e la dissoluzione dell'Unione Sovietica, alcuni Stati dell'Impero sovietico hanno formato la confederazione di Stati detta Comunità degli Stati Indipendenti (CSI) e l'alleanza difensiva nota come Organizzazione del trattato di sicurezza collettiva (CSTO), mantenendo così strette relazioni con la Russia, sebbene quest'ultima non sia in grado di esercitare su di loro, per volume economico, militare e politico, la stessa egemonia che l'URSS esercitava direttamente sull'Impero sovietico. Vladimir Putin è salito al potere nel 2000 e ha progressivamente attuato l'esercizio di un'aggressiva politica estera, talvolta detta "Nuovo Impero Russo", determinata a incrementare l'influenza russa in quanto grande potenza negli affari regionali e internazionali geopolitici, come nella seconda guerra in Ossezia del Sud del 2008, nell'illegale annessione della Crimea alla Russia del 2014 e nell'attuale crisi russo-ucraina.
La Russia è stata affiancata da altri alleati tra cui la Siria di Bashar al-Assad, l'Armenia, la Corea del Nord, la Cina, l'Egitto di Abdel Fattah al-Sisi, il Venezuela e l'Iran.

## Residui dell'Impero sovietico, rimozione e decomunistizzazione

### In Ucraina

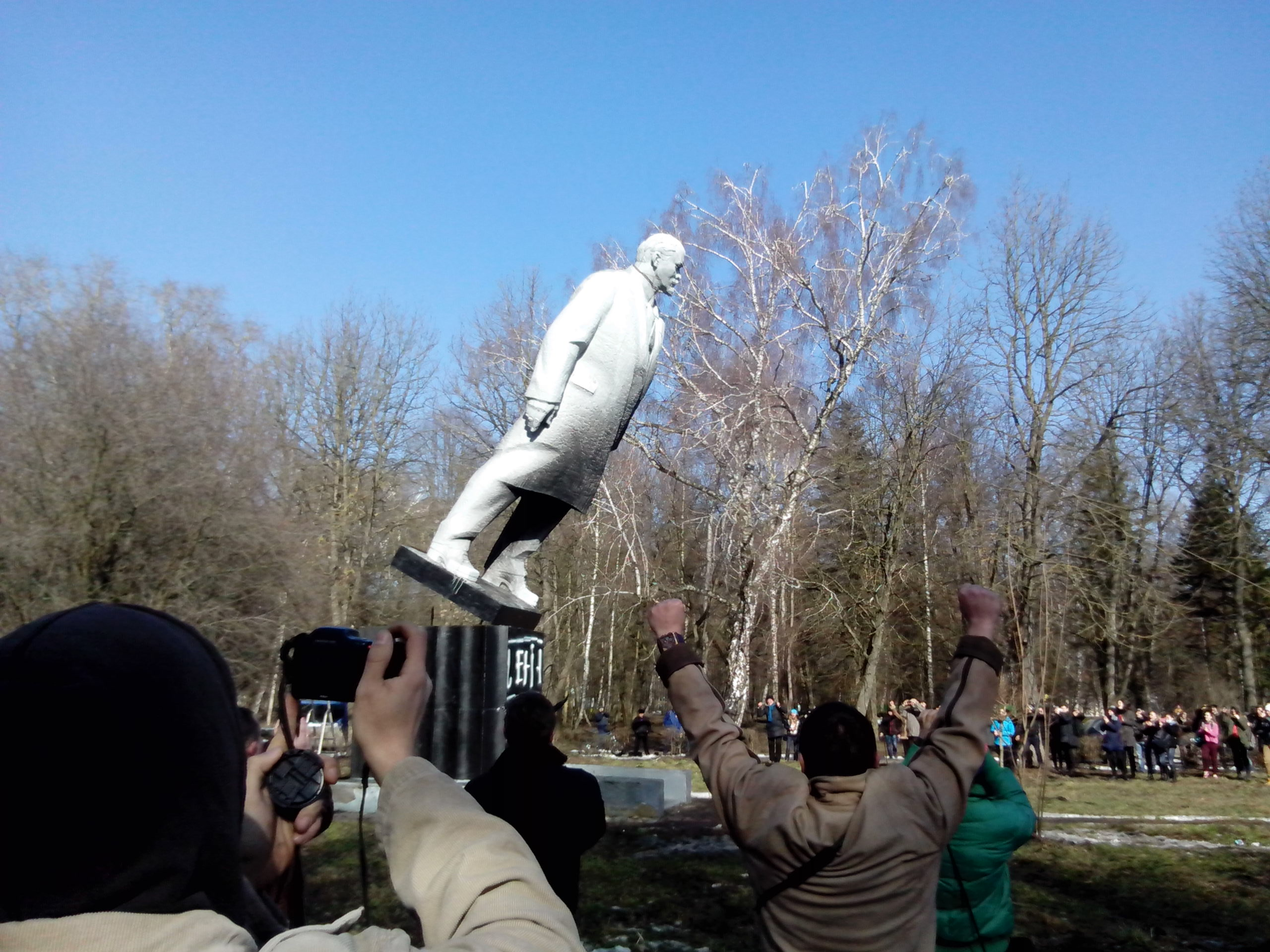
Abbattimento di una statua di Lenin a Chmel'nyc'kyj.

La Repubblica Socialista Sovietica Ucraina, l'attuale Ucraina, in quanto repubblica costituente dello Stato sovietico, era uno dei soggetti più pesantemente influenzati dal Governo dell'Unione Sovietica ed è tutt'oggi soggetta alla pratica delle "misure attive" russe, che sono state contrastate da molteplici movimenti popolari. L'enorme portata e l'eredità dell'azione segreta sovietica persiste in Ucraina, con una significativa continuità tra passato e presente.
Il processo di decomunizzazione e desovietizzazione è iniziato subito dopo la fine dell'URSS, dal presidente Leonid Kravčuk, un ex funzionario di alto rango del Partito Comunista dell'Unione Sovietica. Dopo le elezioni presidenziali in Ucraina del 1994, vinte dal filo-russo Leonid Kučma, il processo è stato quasi completamente interrotto.
L'ex presidente ucraino anti-occidentale Viktor Janukovyč, oggi in esilio in Russia, è stato giudicato colpevole di alto tradimento nei confronti dell'Ucraina per i suoi tentativi di reprimere violentemente le manifestazioni Euromaidan del 2014 e per aver chiesto al Presidente della Federazione Russa Vladimir Putin di invadere lo Stato ucraino. Successivamente è iniziata l'occupazione russa della Crimea, seguita dalla crisi russo-ucraina con il sostegno di Putin ai separatisti della Repubblica Popolare di Lugansk e di Doneck, entrambe non riconosciute. Il noto giornalista Andrew Roth ha descritto questa fase storica come "gli anni più preoccupanti per l'Ucraina dalla caduta dell'Unione Sovietica".

Nell'aprile 2015, in Ucraina è iniziato un nuovo processo formalizzato di decomunizzazione e lustrazione dopo l'approvazione delle leggi che, tra le altre cose, hanno bandito i simboli comunisti. Il 15 maggio dello stesso anno l'allora presidente Petro Porošenko ha firmato una nuova serie di leggi che hanno avviato un periodo di sei mesi per la rimozione dei monumenti comunisti (esclusi i monumenti della seconda guerra mondiale) e la ridenominazione di luoghi pubblici che prendono il nome da temi legati al comunismo. Inizialmente ciò ha permesso a 22 città e 44 sobborghi di ricevere un nuovo nome. Successivamente, nel 2016, 51 493 strade e 987 città e sobborghi sono stati rinominati, mentre 1 320 monumenti di Lenin e 1 069 monumenti ad altre figure comuniste sono stati rimossi.
Nel 2022 la Federazione Russa ha dato inizio all'invasione su larga scala dell'Ucraina, una fase di guerra aperta come tentativo di ripristinare l'influenza sul paese.

### In Unione europea
Dopo la fine della dittatura socialista e della Repubblica Popolare di Polonia, l'odierno Stato polacco ha demolito centinaia di monumenti sovietici a causa della reputazione negativa che l'Unione Sovietica ha in Polonia. Sebbene molti polacchi considerino i memoriali sovietici giustificati per onorare coloro che sono morti combattendo contro la Germania nazista, altri hanno chiesto la loro rimozione a causa dei decenni di totalitarismo derivati dall'egemonia dell'Impero sovietico e a causa del patto Molotov-Ribbentrop per la spartizione della Polonia e anche del massacro di Katyn. Lo storico Łukasz Kamiński dell'Istituto della memoria nazionale ha affermato: «I memoriali nei centri urbani e nei sobborghi possono inviare il messaggio storico sbagliato... cosa pensate che abbiamo ottenuto, quando i sovietici hanno liberato la Polonia da Adolf Hitler, se non una nuova dittatura?». Negli anni 2010, la Polonia ha continuato a demolire i rimanenti monumenti sovietici, alcuni dei quali sono stati trasferiti in musei. I trasferimenti hanno scatenato polemiche dalle autorità russe, con il Ministro degli esteri, Sergej Lavrov, che si è scagliato contro i funzionari di Varsavia per la rimozione dei monumenti. D'altra parte, la Polonia sta cercando di eliminare tutti i residui del dominio sovietico anche perché storicamente ci sono state molte guerre contro l'Impero russo per via degli sforzi di quest'ultimo di invadere il territorio polacco.
Nell'aprile 2020, una statua del Maresciallo dell'Unione Sovietica Ivan Konev è stata rimossa da Praga, in Repubblica Ceca, provocando indagini al riguardo da parte delle autorità russe che lo hanno considerato un insulto. Il sindaco del sesto distretto municipale di Praga, Ondřej Kolář, ha annunciato sull'emittente televisiva "Prima televize" di aver ottenuto una guardia del corpo della polizia dopo che un uomo russo ha attentato alla sua vita. Il primo ministro Andrej Babiš ha condannato il fatto in quanto "interferenza straniera", mentre il segretario stampa del Cremlino, Dmitrij Peskov, ha liquidato le accuse di coinvolgimento russo come "l'ennesima bufala".

### Esplicative
1. ↑  Precisamente 34 374 483 km².
2. ↑  Il "colonialismo interno" è lo sfruttamento di gruppi minoritari all'interno di una società più ampia, che porta a disuguaglianze politiche ed economiche tra le regioni all'interno di uno Stato.
3. ↑  Nella terminologia politica dell'Unione Sovietica, gli "Stati di tendenza socialista" (in russo: Страны социалистической ориентации; Strany socialističeskoj orientacii, lett. "Stati di orientamento socialista") erano Stati del Terzo mondo postcoloniale riconosciuti dall'Unione Sovietica come aderenti alle idee del socialismo.
4. ↑  Le "misure attive" (in russo: активные мероприятия; aktivnye meropriyatiya) implicano una guerra politica condotta dal governo sovietico a partire dagli anni 1920 e include programmi offensivi tra cui disinformazione, propaganda, inganno, sabotaggio, destabilizzazione e spionaggio. I programmi erano al centro della politica estera sovietica e sono in uso ancora oggi in Russia.

### Fonti
1. ↑  (EN) kremlinology, su Merriam-Webster. URL consultato il 22 marzo 2021.
«Definition of kremlinology: the study of the policies and practices of the former Soviet government»
2. 1 2  Beissinger, pp. 294-303.
3. ↑  (EN) Bhavna Dave, Kazakhstan: Ethnicity, Language and Power, Routledge, 2007.
4. 1 2  Caroe, pp. 135-144.
5. ↑  (EN) Nelly Bekus, Struggle Over Identity: The Official and the Alternative, Belarusianness, 2010,  p. 4.
6. ↑  (EN) Epp Annus, Soviet Postcolonial Studies: A View from the Western Borderlands, Routledge, 2019,  pp. 43-48, ISBN 978-0367-2345-4-6.
7. ↑  (EN) Riccardo Cucciolla, Riccardo, The Cotton Republic: Colonial Practices in Soviet Uzbekistan?, su Central Eurasian Studies Society, 23 marzo 2019. URL consultato il 22 marzo 2021 (archiviato dall'url originale il 15 gennaio 2021).
8. ↑  (EN) Benedikts Kalnačs, 20th Century Baltic Drama: Postcolonial Narratives, Decolonial Options, Aisthesis Verlag, 2016,  p. 14, ISBN 978-3849-8114-7-1.
9. 1 2  Loring, pp. 77-102.
10. ↑  (EN) Ewa Thompson, It is Colonialism After All: Some Epistemological Remarks (PDF), Accademia polacca delle scienze, 2014,  p. 74. URL consultato il 22 marzo 2021.
11. ↑  (EN) Vytas Stanley Vardys, Soviet Colonialism in the Baltic States: A Note on the Nature of Modern Colonialism, in Lituanus, vol. 10, n. 2, 1964, ISSN 0024-5089 (WC · ACNP). URL consultato il 22 marzo 2021 (archiviato dall'url originale il 9 novembre 2021).
12. ↑  (EN) Albert Szymansk, SOVIET SOCIAL IMPERIALISM, MYTH OR REALITY: AN EMPIRICAL EXAMINATION OF THE CHINESE THESIS, in Berkeley Journal of Sociology, vol. 22, 1977,  pp. 131-166, ISSN 0067-5830 (WC · ACNP). URL consultato il 19 luglio 2021.
13. ↑  (EN) Natalia Tsvetkova, Failure of American and Soviet Cultural Imperialism in German Universities, 1945-1990, 2013.
14. 1 2  (EN) Jason A. Roberts, The Anti-Imperialist Empire: Soviet Nationality Policies under Brezhnev, in Graduate Theses, Dissertations, and Problem Reports, 2015, DOI:10.33915/etd.6514. URL consultato il 22 marzo 2021.
15. 1 2 3 4  Noren, pp. 27-38.
16. ↑  (EN) Junius P. Rodriguez, Slavery in the Modern World: A History of Political, Social, and Economic Oppression, ABC-CLIO, 2011,  p. 179, ISBN 978-1-85109-783-8. URL consultato il 22 marzo 2021.
17. ↑  (EN) Jeronim Perovic, From Conquest to Deportation: The North Caucasus under Russian Rule, Oxford University Press, 2018, ISBN 978-0-19-093467-5. URL consultato il 22 marzo 2021.
18. ↑  (EN) Michael Ellman; S. Maksudov, Soviet deaths in the great patriotic war: A note", in Europe-Asia Studies, vol. 46, n. 4, 1994,  pp. 671-680, DOI:10.1080/09668139408412190, ISSN 0966-8136 (WC · ACNP). URL consultato il 22 marzo 2021.
19. ↑  (EN) Mark Sandle, Brezhnev and Developed Socialism: The Ideology of Zastoi?, in Brezhnev Reconsidered, Studies in Russian and East European History and Society, Palgrave Macmillan UK, 2002,  pp. 165-187, DOI:10.1057/9780230501089_8, ISBN 978-0-230-50108-9. URL consultato il 19 luglio 2021.
20. 1 2  Trenin, pp. 144-145.
21. 1 2 3  (RU) Vitaly Leibin, Экономическая экспансия России и имперский госзаказ [L'espansione economica della Russia e l'ordine del governo imperiale], su Polit.ru, 19 settembre 2003. URL consultato il 22 marzo 2021 (archiviato dall'url originale il 9 marzo 2021).
22. ↑  (EN) Marcel Cornis-Pope, History of the Literary Cultures of East-Central Europe: Junctures and disjunctures in the 19th and 20th centuries, 2004,  p. 29, ISBN 978-90-272-3452-0. URL consultato il 22 marzo 2021.
23. ↑  (EN) Andrew H. Dawson, Planning in Eastern Europe, Routledge, 1986,  p. 295, ISBN 978-0-7099-0863-0.
24. ↑  (EN) Jermey Friedman, Shadow Cold War: The Sino-Soviet Competition for the Third World, University of North Carolina Press, 2015, ISBN 978-1-4696-2377-1.
25. ↑  (EN) Ronald Grigor Suny, The Empire Strikes Out: Imperial Russia, “National” Identity, and Theories of Empire (PDF), Università di Chicago, 1997. URL consultato il 22 marzo 2021.
26. ↑  (EN) Finns Worried About Russian Border, su The New York Times, 4 febbraio 1992. URL consultato il 22 marzo 2021.
27. ↑  (EN) Former White House Official: Putin Wants 'New Russian Empire', su National Public Radio, 21 marzo 2014. URL consultato il 22 marzo 2021.
28. ↑  (EN) Putin's Ukraine War Is About Founding a New Russian Empire, su Newsweek, 6 marzo 2015. URL consultato il 22 marzo 2021.
29. ↑   Adriano Roccucci, PAROLE D’ORDINE GRANDE POTENZA E TERRA RUSSA, su Limesonline.com, 16 luglio 2020. URL consultato il 22 marzo 2021.
30. ↑  (EN) What Does Putin Really Want?, su The New York Times, 25 giugno 2019. URL consultato il 20 marzo 2020.
31. ↑  (EN) Steve Abrams, Beyond Propaganda: Soviet Active Measures in Putin's Russia, in Connections, vol. 15, n. 1, 2016,  pp. 5-31, ISSN 1812-1098 (WC · ACNP). URL consultato il 22 marzo 2021.
32. ↑  (EN) Olga Bertelsen, Russian Active Measures Yesterday, Today, Tomorrow, 2021, ISBN 978-3-8382-7529-1, OCLC 1237865841. URL consultato il 22 marzo 2021.
33. ↑  (EN) Ukraine tears down controversial statue, su BBC, 26 novembre 2009. URL consultato il 22 marzo 2021.
34. 1 2  (EN) Ukraine's ex-president Viktor Yanukovych found guilty of treason, su The Guardian, 25 gennaio 2019. URL consultato il 22 marzo 2021.
35. ↑  (EN) Alexander J. Motyl, Decommunizing Ukraine, su Foreign Affairs, 28 aprile 2015. URL consultato il 22 marzo 2021.
36. ↑  (EN) Poroshenko signs laws on denouncing Communist, Nazi regimes, su Interfax-Ukraine, 16 maggio 2015. URL consultato il 22 marzo 2021.
37. ↑  (EN) Goodbye, Lenin: Ukraine moves to ban communist symbols, su BBC, 14 aprile 2015. URL consultato il 22 marzo 2021.
38. ↑  (UK) В Україні перейменують 22 міста і 44 селища [In Ucraina, 22 città e 44 sobborghi cambieranno nome], su Pravda.com.ua, 4 giugno 2015. URL consultato il 22 marzo 2021.
39. ↑  (EN) Decommunization reform: 25 districts and 987 populated areas in Ukraine renamed in 2016, su Ukrinform, 27 dicembre 2016. URL consultato il 22 marzo 2021.
40. 1 2  (EN) Poland plans to tear down hundreds of Soviet memorials, su Deutsche Welle, 13 aprile 2016. URL consultato il 22 marzo 2021.
41. 1 2  (EN) Poles apart: the bitter conflict over a nation’s communist history, su The Guardian, 13 luglio 2018. URL consultato il 22 marzo 2021.
42. 1 2  (EN) Poland Set to Demolish 500 Soviet Monuments, su The Moscow Times, 31 marzo 2016. URL consultato il 22 marzo 2021.
43. ↑  (EN) Prague district mayor says he is under police protection against Russian threat, su Reuters, 29 aprile 2020. URL consultato il 22 marzo 2021.